# Quinn (futbolista)
Quinn (Toronto, 11 d'agost de 1995) és una futbolista canadenca medallista olímpica. Quinn actua com a migcampista en la Selecció Canadenca de Futbol Femení i en el Seattle Reign de la National Women's Soccer League. Fou campiona olímpica a Tòquio 2020.

## Biografia

### Juventut
Quinn va créixer amb les seves tres germanes en una família d'esportistes, a Toronto. El seu pare, Bill, havia estat un jugador de rugbi, i la seva mare Linda va jugar a bàsquet. Quinn va començar a jugar a futbol als sis anys d'edat i també va participar en competicions de natació, hoquei gel i esquí. En 2010, Quinn va entrar en l'equip sub-14 regional i, a continuació, va incorporar-se al programa nacional per joves futbolistes. Quinn va estudiar a la Havergal College, una escola privada, on va destacar jugant a voleibol i bàsquet.
Va cursar els seus estudis superiors a Duke, on va jugar a futbol per les Blue Devils, mentre es graduava en biologia.

### Carrera professional

#### Clubs
Un cop superada la etapa universitària, va ser l'elecció de les Washington Spirit, la 3a posició del draft de la NWSL de 2018, el millor rànquing obtingut per futbolistes del Canadà. Titular indiscutible, en acabar la temporada va decidir fitxar per mitja temporada pel París FC de la lliga francesa, de cara a la preparació pel Mundial que s'havia de celebrar aquell estiu.
Després del torneig, va tornar als Estats Units i va fitxar per les Reign, on va classificar-se per disputar els play-off pel títol. L'estiu de 2020 va acceptar la cessió per guanyar experiència, durant una temporada, al Vittsjö GIK de la lliga sueca.
El 2021 va tornar a jugar amb el club de Seattle. En la temporada de 2022, va assolir la primera posició de la temporada regular, però l'equip va caure eliminat en les semifinals pel títol per les Kansas City Current.

#### Selecció

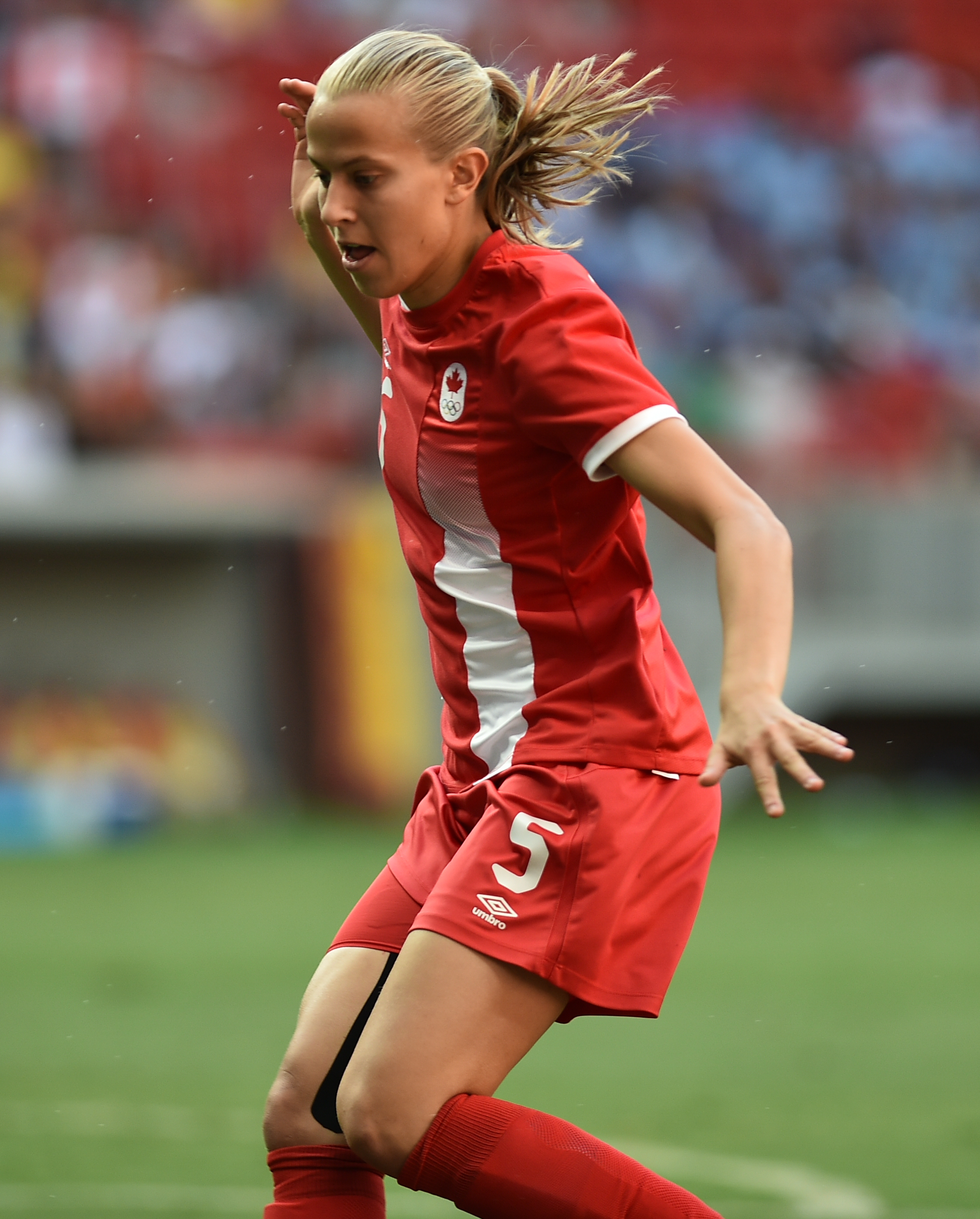
Quinn durant un partit dels Jocs Olímpics de 2016.

Quinn va fer el seu debut amb la selecció canadenca el 7 de març de 2014, en un partit contra Itàlia. Ha estat convocada tres cops per al torneig femení de futbol dels Jocs Olímpics. En les Jocs de Rio 2016, va obtenir la medalla de bronze (derrota contra Alemanya a semis i victòria contra el Brasil en la final de consolació); mentre que a Tòquio 2020, les futbolistes canadenques van guanyar l'or, eliminant de nou al Brasil a quarts de final, desfent-se dels EE.UU. a semis i derrotant a Suècia per penals en el partit decisiu. A París 2024, la selecció va ser sancionada i, tot i guanyar els tres partits de la lligueta inicial, va passar ronda com a tercera classificada del seu grup. Al partit de quarts, van creuar-se contra el combinat alemany, sent derrotades a la tanda de penals.
També ha disputat dues Copes del Món. En la de 2019, van ser eliminades per les sueques en setzens de final; mentre que el 2023 (quan eren vigents campiones olímpiques) no van superar la fase de grups. En els torneigs continentals organitzats per la CONCACAF, ha disputat les edicions de 2018 i 2022 del Campionat de la CONCACAF (obtenint dos subcampionats) i l'edició inaugural de la Copa d'Or, el 2024, on van caure en semifinals.

### Vida personal
El 2020, Quinn va assumir-se com transgènere i va manifestar que els pronoms anglesos they/them haurien de ser utilitzats per referir-s'hi. Quinn (nascuda Rebecca) va adoptar el seu antic cognom com a monònim. El 2021, Quinn va esdevenir la primera persona trans no-binària en participar en uns Jocs Olímpics, en disputar-ne una final i en guanyar l'or olímpic.